# Batrachoidiformes
Os Batracoidiformes  são uma ordem de peixes actinopterígeos, teleósteos e marinhos, que vivem no fundo de mares tropicais e subtropicais, caracterizados pela boca larga, cabeça achatada e com uma nadadeira dorsal espinhosa. 
Esta ordem inclui apenas a família dos Batraquídeos (Batrachoididae também denominados batracoidídeos), onde se classificam 69 espécies em 19 géneros.

## Nomes comuns
Dão pelos seguintes nomes comum: caboz (não confundir com os demais peixes teleósteos das famílias dos Bleniídeos e Gobiídeos, que com ele partilham este nome) e peixe-sapo (não confundir com o Lophius piscatorius que com ele partilha este nome). 

## Géneros
Amphichthys

Austrobatrachus

Barchatus

Batrichthys

Batrachoides

Batrachomoeus

Chatrabus

Halobatrachus

Halophryne

Opsanus

Perulibatrachus

Riekertia

Sanopus

Tharbacus

Triathalassothia

Aphos

Porichthys

Daector

Thalassophryne